# Frans Molenaar
Frans Molenaar, né le 11 mai 1940 à Amsterdam et mort dans la même ville le 9 janvier 2015, est un styliste de mode néerlandais.

## Biographie
Après avoir étudié pour devenir tailleur (1955-1958), il part à Paris et apprend le design de mode avec Charles Montaigne (1959-1960). Il travaille ensuite pour Nina Ricci jusqu'en 1966, puis rentre à Amsterdam pour y fonder sa propre maison de couture, sur Van Baerlestraat.
Considéré comme l'un des stylistes néerlandais les plus renommés, il est décoré de l'ordre d'Orange-Nassau en 1995 et reçoit le Max Heymans-ring, la plus haute récompense dans son domaine aux Pays-Bas, en 2003.
Il meurt des suites d'une chute accidentelle survenue peu avant Noël 2014.